# Sphenomorphus temengorensis
Sphenomorphus temengorensis là một loài thằn lằn trong họ Scincidae. Loài này được Grismer, Ahmad & Onn mô tả khoa học đầu tiên năm 2009.